# Sekretarze stanu do spraw kolonii
Sekretarze stanu do spraw kolonii (ang. Secretary of State for the Colonies) – brytyjski urząd ministerialny. Powstał w 1768 r. Po utracie trzynastu kolonii urząd przestał istnieć, a jego kompetencje przejęło Ministerstwo Spraw Wewnętrznych, a później Ministerstwo Wojny i Kolonii. Ministerstwo powstało ponownie w 1854 r. W 1966 r., po uzyskaniu niepodległości przez większość brytyjskich kolonii, Ministerstwo ds. kolonii połączono z Ministerstwem ds. Wspólnoty Narodów.

## Lista ministrów
| Minister                                                 | Czas urzędowania                           |
| -------------------------------------------------------- | ------------------------------------------ |
| Wills Hill, 1. hrabia Hillsborough                       | 27 lutego 1768 – 27 sierpnia 1772          |
| William Legge, 2. hrabia Dartmouth                       | 27 sierpnia 1772 – 10 listopada 1775       |
| Lord George Germain                                      | 10 listopada 1775 – luty 1782              |
| Welbore Ellis, 1. Baron Mendip                           | luty 1782 – 8 marca 1782                   |
| George Grey                                              | 12 czerwca 1854 – 8 lutego 1855            |
| Sidney Herbert                                           | 8 lutego 1855 – 23 lutego 1855             |
| John Russell                                             | 23 lutego 1855 – 21 lipca 1855             |
| William Molesworth                                       | 21 lipca 1855 – 21 listopada 1855          |
| Henry Labouchere                                         | 21 listopada 1855 – 21 lutego 1858         |
| Edward Stanley, lord Stanley                             | 26 lutego 1858 – 5 czerwca 1858            |
| Edward Bulwer-Lytton                                     | 5 czerwca 1858 – 11 czerwca 1859           |
| Henry Pelham-Clinton, 5. książę Newcastle                | 18 czerwca 1859 – 7 kwietnia 1864          |
| Edward Cardwell                                          | 7 kwietnia 1864 – 26 czerwca 1866          |
| Henry Herbert, 4. hrabia Carnarvon                       | 6 lipca 1866 – 8 marca 1867                |
| Richard Temple-Grenville, 3. książę Buckingham i Chandos | 8 marca 1867 – 1 grudnia 1868              |
| Granville Leveson-Gower, 2. hrabia Granville             | 9 grudnia 1868 – 6 lipca 1870              |
| John Wodehouse, 1. hrabia Kimberley                      | 6 lipca 1870 – 17 lutego 1874              |
| Henry Herbert, 4. hrabia Carnarvon                       | 21 lutego 1874 – 4 lutego 1878             |
| Michael Hicks-Beach                                      | 4 lutego 1878 – 21 kwietnia 1880           |
| John Wodehouse, 1. hrabia Kimberley                      | 21 kwietnia 1880 – 16 grudnia 1882         |
| Edward Stanley, 15. hrabia Derby                         | 16 grudnia 1882 – 9 czerwca 1885           |
| Frederick Stanley                                        | 24 czerwca 1885 – 28 stycznia 1886         |
| Granville Leveson-Gower, 2. hrabia Granville             | 6 lutego 1886 – 20 lipca 1886              |
| Edward Stanhope                                          | 3 sierpnia 1886 – 14 stycznia 1887         |
| Henry Holland, 1. baron Knutsford                        | 14 stycznia 1887 – 11 sierpnia 1892        |
| George Robinson, 1. markiz Ripon                         | 18 sierpnia 1892 – 21 czerwca 1895         |
| Joseph Chamberlain                                       | 29 czerwca 1895 – 16 września 1903         |
| Alfred Lyttelton                                         | 11 października 1903 – 4 grudnia 1905      |
| Victor Bruce, 9. hrabia Elgin                            | 10 grudnia 1905 – 12 kwietnia 1908         |
| Robert Crewe-Milnes, 1. hrabia Crewe                     | 12 kwietnia 1908 – 3 listopada 1910        |
| Lewis Harcourt                                           | 3 listopada 1910 – 25 maja 1915            |
| Andrew Bonar Law                                         | 25 maja 1915 – 10 grudnia 1916             |
| Walter Long                                              | 10 grudnia 1916 – 10 stycznia 1919         |
| Alfred Milner, 1. wicehrabia Milner                      | 10 stycznia 1919 – 13 lutego 1921          |
| Winston Churchill                                        | 13 lutego 1921 – 19 października 1922      |
| Victor Cavendish, 9. książę Devonshire                   | 24 października 1922 – 22 stycznia 1924    |
| James Henry Thomas                                       | 22 stycznia 1924 – 3 listopada 1924        |
| Leo Amery                                                | 6 listopada 1924 – 4 czerwca 1929          |
| Sidney Webb, 1. baron Passfield                          | 7 czerwca 1929 – 24 sierpnia 1931          |
| James Henry Thomas                                       | 25 sierpnia 1931 – 5 listopada 1931        |
| Philip Cunliffe-Lister                                   | 5 listopada 1931 – 7 czerwca 1935          |
| Malcolm MacDonald                                        | 7 czerwca 1935 – 22 listopada 1935         |
| James Henry Thomas                                       | 22 listopada 1935 – 22 maja 1936           |
| William Ormsby-Gore                                      | 28 maja 1936 – 16 maja 1938                |
| Malcolm MacDonald                                        | 16 maja 1938 – 12 maja 1940                |
| George Lloyd, 1. baron Lloyd                             | 12 maja 1940 – 8 lutego 1941               |
| Walter Guinness, 1. baron Moyne                          | 8 lutego 1941 – 22 lutego 1942             |
| Robert Gascoyne-Cecil, wicehrabia Cranborne              | 22 lutego 1942 – 22 listopada 1942         |
| Oliver Stanley                                           | 22 listopada 1942 – 26 lipca 1945          |
| George Hall                                              | 3 sierpnia 1945 – 4 października 1946      |
| Arthur Creech Jones                                      | 4 października 1946 – 28 lutego 1950       |
| Jim Griffiths                                            | 28 lutego 1950 – 26 października 1951      |
| Oliver Lyttelton                                         | 28 października 1951 – 28 lipca 1954       |
| Alan Lennox-Boyd                                         | 28 lipca 1954 – 14 października 1959       |
| Iain Macleod                                             | 14 października 1959 – 9 października 1961 |
| Reginald Maudling                                        | 9 października 1961 – 13 lipca 1962        |
| Duncan Sandys                                            | 13 lipca 1962 – 16 października 1964       |
| Anthony Greenwood                                        | 18 października 1964 – 23 grudnia 1965     |
| Frank Pakenham, 7. hrabia Longford                       | 23 grudnia 1965 – 6 kwietnia 1966          |
| Frederick Lee                                            | 6 kwietnia 1966 – 1 sierpnia 1966          |